# Therese Alshammar
Malin Therese Alshammar (ur. 26 sierpnia 1977 w Solnie) – szwedzka pływaczka, trzykrotna medalistka olimpijska, dwukrotna mistrzyni świata na długim basenie i dziesięciokrotna mistrzyni świata na basenie 25 m, dziesięciokrotna mistrzyni Europy i piętnastokrotna mistrzyni Europy na basenie 25 m, sześciokrotna olimpijka, specjalistka od sprintów.

## Kariera
Alshammar zadebiutowała na arenie międzynarodowej w mistrzostwach świata w Rzymie w 1994.
Sześciokrotnie startowała w igrzyskach olimpijskich, ale największe sukcesy odniosła na igrzyskach w Sydney w 2000, gdzie zdobyła srebrne medale na 50 i 100 metrów stylem dowolnym oraz brąz w sztafecie 4x100 m stylem zmiennym.
Rok później na mistrzostwach świata w Fukuoce zdobyła srebrne medale na 50 metrów stylem zmiennym oraz stylem motylkowym.
W mistrzostwach świata w Montrealu w 2005 zdobyła brązowy medal na 50 metrów stylem motylkowym.
W mistrzostwach świata w Melbourne w 2007, zdobyła złoty medal na 50 metrów stylem motylkowym i srebrny na 50 metrów stylem dowolnym.
Dziesięciokrotnie ustanawiała rekord świata, w tym dwukrotnie na basenie 50 m. Na dzień 22 października 2017 roku pozostaje rekordzistką globu na dystansie 50 m stylem motylkowym na basenie 25 m.

## Życie prywatne
Jej matka Britt-Marie Blomberg, reprezentowała Szwecję na Igrzyskach Olimpijskich 1972 w Monachium, mając 17 lat.

## Rekordy świata
| Data                 | Miejsce   | Konkurencja                         | Rezultat | Status                                |
| -------------------- | --------- | ----------------------------------- | -------- | ------------------------------------- |
| 10 grudnia 1999      | Lizbona   | 100 m stylem dowolnym (basen 25 m)  | 52,80 s  | do 17 marca 2000                      |
| 11 grudnia 1999      | Lizbona   | 50 m stylem dowolnym (basen 25 m)   | 24,09 s  | do 18 marca 2000                      |
| 17 marca 2000        | Ateny     | 100 m stylem dowolnym (basen 25 m)  | 52,17 s  | do 8 sierpnia 2005 Lisbeth Lenton     |
| 18 marca 2000        | Ateny     | 50 m stylem dowolnym (basen 25 m)   | 23,59 s  | do 17 listopada 2007 Marleen Veldhuis |
| 13 czerwca 2007      | Barcelona | 50 m stylem motylkowym (basen 50 m) | 25,46 s  | do 19 kwietnia 2009 Marleen Veldhuis  |
| 29 lipca 2009        | Rzym      | 50 m stylem motylkowym (basen 50 m) | 25,07 s  | do 5 lipca 2014 Sarah Sjöström        |
| 12 listopada 2008    | Sztokholm | 50 m stylem motylkowym (basen 25 m) | 25,31 s  | do 15 listopada 2008 Marieke Guehrer  |
| 17 października 2009 | Durban    | 50 m stylem motylkowym (basen 25 m) | 24,75 s  | do 11 listopada 2009                  |
| 11 listopada 2009    | Sztokholm | 50 m stylem motylkowym (basen 25 m) | 24,46 s  | do 22 listopada 2009                  |
| 22 listopada 2009    | Singapur  | 50 m stylem motylkowym (basen 25 m) | 24,38 s  | aktualny                              |